# Melittia romieuxi
Melittia romieuxi is een vlinder uit de familie wespvlinders (Sesiidae), onderfamilie Sesiinae.
Melittia romieuxi is voor het eerst wetenschappelijk beschreven door Gorbunov & Arita in 1996. De soort komt voor in het Oriëntaals gebied.